# Sárdy Brutus
Sárdy Brutus (Perlasz, 1892. január 20. – Budapest, 1970. szeptember 28.) magyar festőművész és restaurátor.

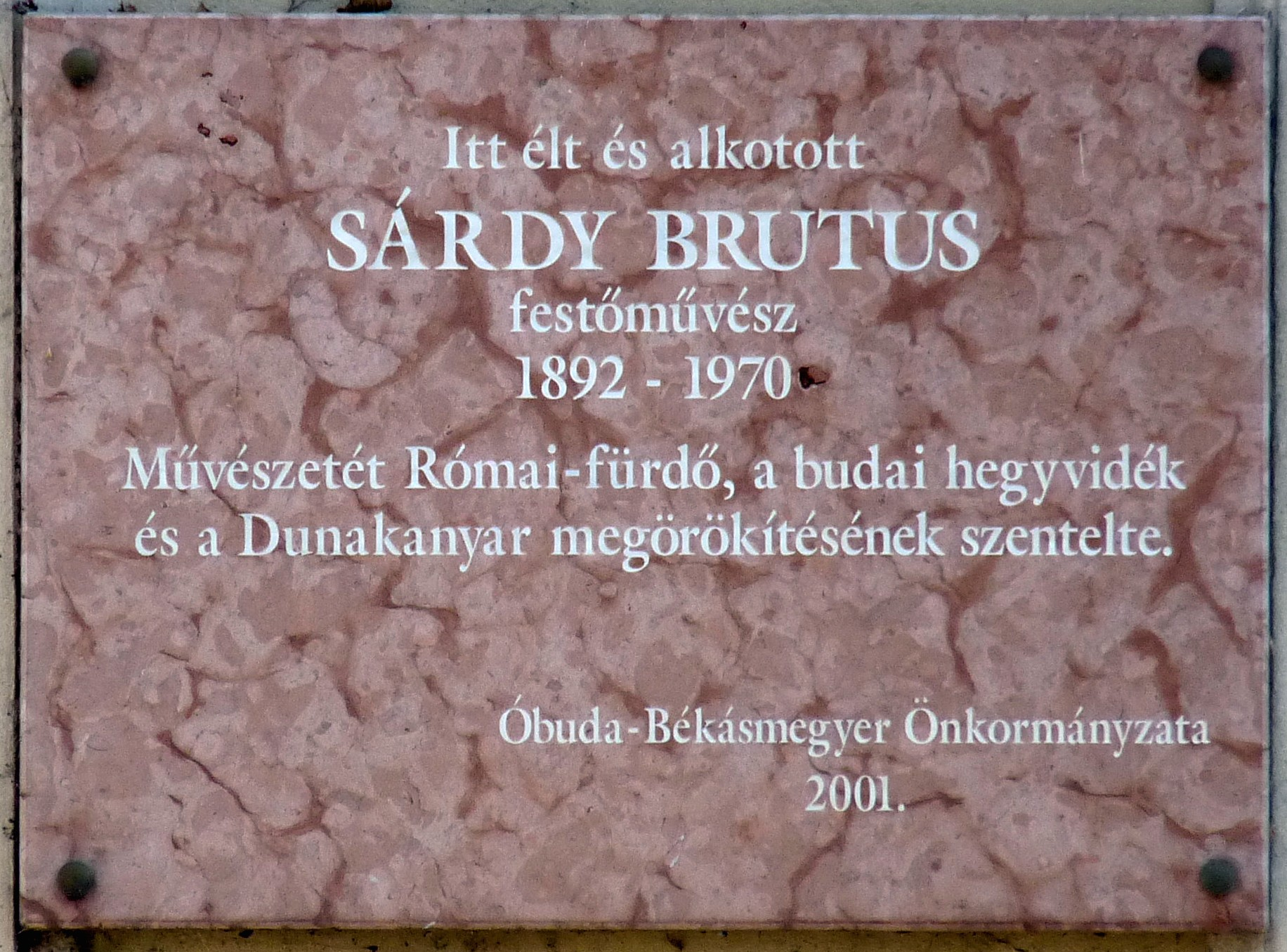
Sárdy Brutus emléktáblája egykori lakhelyén (Budapest III. ker., Dósa utca 17.)

## Munkássága
1910-ben iratkozott be a budapesti Képzőművészeti Főiskolára, mesterei Balló Ede, Bosznay István és Zemplényi Tivadar voltak.
1914 és 1918 között katonaként szolgált az első világháború harcterein. 1918-tól kezdte bemutatni finom hangulatú, naturalista jellegű tájképeit a Nemzeti Szalon és a Műcsarnok kiállításain. Első gyűjteményes bemutatkozása 1930-ban volt. 1931 októberében Tél a hegyekben című festményéért a Nemzeti Szalon kitüntetését kapta. Az 1930-as években tanulmányutat tett Olaszországban.
1933-tól 1953-ig a Fővárosi Képtár restaurátora. Közben számos kiállításon szerepelt képeivel, díjakkal, munkásságát több elismeréssel tüntették ki. 1951-től számos magyar kiállítás rendezésében vett részt külföldi múzeumokban (Berlin, Lipcse, Varsó, Prága, Moszkva).
1957-ben kinevezték a Magyar Nemzeti Galéria Restaurátori Osztályának vezetőjévé, mely beosztást haláláig töltötte be.
1959 tavaszán őt bízták meg a Kínai Népköztársaság megalakulásának 10. évfordulója alkalmából a Magyar forradalmi művészet címmel Pekingben, majd Sanghajban bemutatott, közel 240 festményt és grafikát felvonultató két hónapos kiállítás megrendezésével. A kínai fél felkérésére több városban az ottani képzőművészeti akadémiákon művészeti és festészettechnikai oktatást tartott.
Mint restaurátor és tudományos kutató, életpályájának jelentős részét múzeumi tevékenysége tette ki. Számos híres festmény helyreállításában vett részt, ő restaurálta többek között Barabás Miklós: Bittó Istvánné című arcképét, Székely Bertalan: V. László és Czillei című történelmi kompozícióját, Munkácsy Mihály: Honfoglalás című nagyméretű alkotását, Szinyei Merse Pál: Lilaruhás nőjét, valamint Lendvayné Hivatal Anikó ismeretlen festő által készített fiatalkori arcképét. Fiával, Dr. Sárdy Lóránttal együtt végezte Munkácsy Mihály rendkívül elhanyagolt állapotban lévő Ecce homojának első restaurálását 1968-ban.
Folytatta önálló alkotó tevékenységét is: a 20. századi magyar „plein air” festészet élvonalbeli mesterinek egyikeként élete végéig festette világos, tiszta szerkezetű tájképeit s örökítette meg a Rómaifürdő, a Budai-hegység és a Dunakanyar természeti szépségét. Műveiből néhány a Nemzeti Galériában található.
1959 decemberében önálló kiállítása volt a Műcsarnok kamaratermében (Fényes Adolf Terem). Emlékkiállítását 1975 áprilisában rendezték meg a Magyar Nemzeti Galériában.

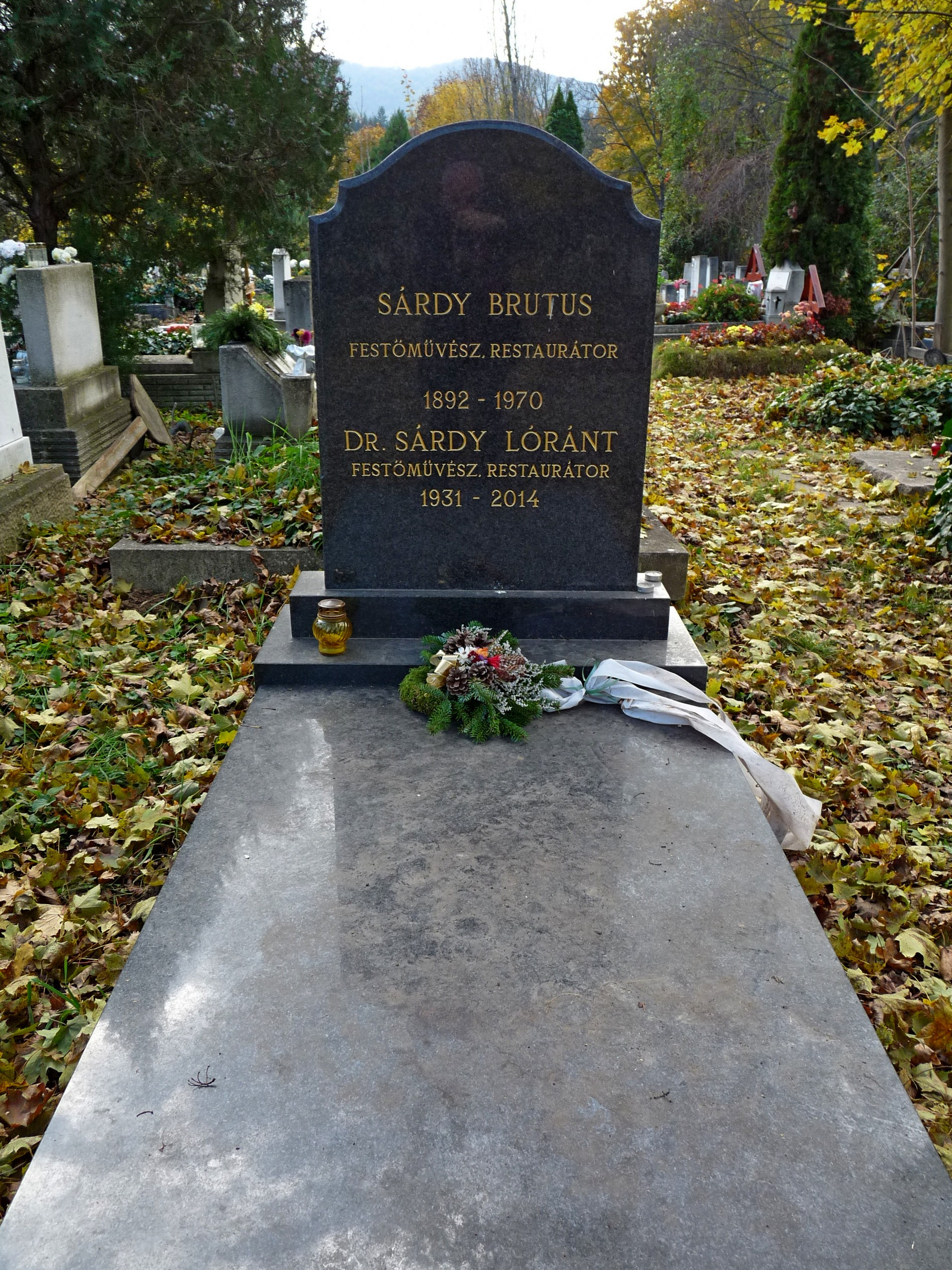
Sírja az óbudai temetőben

Budapest III. kerületében lakott. Az Óbudai temetőben nyugszik, sírhelyét a Nemzeti Emlékhely és Kegyeleti Bizottság 2002-ben „A” kategóriában a magyar történelem és kultúra jelentős alakjainak sírjait magába foglaló nemzeti sírkert részévé nyilvánította.

## Főbb művei
A Magyar Nemzeti Galéria állományában fellelhető alkotásai:
- Havas táj 1930. (MNG Ltsz.:6597)
- Tájkép 1931. (MNG Ltsz.:F.K.5417)
- A Duna télen 1933. (MNG Ltsz.:F.K.2524)
- Tél 1937 (MNG Ltsz.:F.K.3946)
- Őszi táj 1939. (MNG Ltsz.:F.K.4919)
- Eső előtt 1942. (MNG Ltsz.:F.K.6410)
- Kilátás a Péter-hegyre 1962. (MNG Ltsz.:621)